# Maciejowice
Maciejowice é um município na região central da Polônia. Pertence à voivodia da Mazóvia, no condado de Garwolin. É a sede da comuna urbano-rural de Maciejowice e da paróquia católica romana da Assunção da Bem-Aventurada Virgem Maria.
Estende-se por uma área de 10,8 km², com 1 410 habitantes, segundo o censo de 31 de dezembro de 2021, com uma densidade populacional de 130,6 hab./km².
Maciejowice recebeu o foral de cidade em 1507. Ela foi privada de seus direitos municipais em 13 de outubro de 1870 e incorporada à comuna de Maciejowice, no condado de Garwolin. De 1867 a 1954, foi a sede da comuna rural de Maciejowice, de 1954 a 1972 da gromada de Maciejowice, e, a partir de 1973, da comuna reativada de Maciejowice. Entre 1975 e 1998, pertenceu administrativamente à voivodia de Siedlce. Em 1 de janeiro de 2024, recuperou a condição de cidade.

## Divisão administrativa
| Nome      | Tipo            |
| --------- | --------------- |
| Podjaminy | parte da cidade |

## Localização
Maciejowice está localizada a 80 km de Varsóvia, no rio Okrzejka, um afluente do Vístula, no extremo sul da voivodia da Mazóvia, e faz parte do condado de Garwolin. A estrada provincial n.º 801, de Varsóvia a Puławy, passa pela cidade. Historicamente, Maciejowice está localizada na Terra de Stężyce, na antiga voivodia de Sandomierz, na Pequena Polônia.

## História
- Idade do Bronze — primeiro assentamento da cultura lusaciana
- 1155 — concessão de um privilégio para a cidade de Kochów (1 km ao sul de Maciejowice — privilégio de fundação por Casimiro II, o Justo) ao mosteiro dos Cônegos Regulares de Czerwińsk por Henryk Sandomierski
- Século XII — fundação da paróquia em Kochów; a rota para atravessar da Mazóvia para a Rússia de Kiev passa por aqui
- Final do século XV — Kacper Maciejowski, um carpinteiro de Sandomierz, torna-se o proprietário da vila (uma ramificação da família Ciołków)
- 1507 — fundação da cidade de Maciejowice nas terras da vila de Ostrów em virtude de um privilégio concedido pelo rei Sigismundo I, o Velho
- 1525 — venda de Kochów pelos monges
- 1557 — concessão de privilégios pelo rei Sigismundo II Augusto pelos méritos ao castelão de Sandomierz, Stanislaw Maciejowski, para: direitos municipais sob a lei de Magdeburgo, feiras em maio, mercados às terças-feiras e a construção de um fortalicjum (castelo defensivo)
- Século XVI — transferência da paróquia de Kochów, cidade nas mãos da família Maciejowski
- Século XVII — os sucessivos proprietários são as famílias: Szyszkowski, Oleśnicki, Zbąsski e Tarłowie; um hospital é construídodo na cidade
- A partir de 1705 — propriedade da família Potocki
- 1792 — propriedade da família Zamoyski, fundação da Escola Agrícola de Podzamcze
- 10 de outubro de 1794 — Batalha de Maciejowice
- 1800 — Stanisław Kostka, conde Zamoyski, estabelece um parque em Podzamcze, constrói um palácio no lugar do castelo destruído durante a batalha de Maciejowice, uma fábrica de tijolos, olaria, tecelagem, destilaria e cervejaria
- 1803 — os burgueses de Maciejowice são libertos da servidão
- 28 de janeiro de 1863 — um grupo insurgente formado em Maciejowice e comandado pelo coronel Walenty Lewandowski atacou, sem sucesso, um batalhão de sapadores russos estacionados em Łaskarzew
- 1870 — perda dos direitos da cidade
- Julho–agosto de 1915 — defesa feroz dos russos contra os alemães
- 13 de agosto de 1920 — tropas bolcheviques do Grupo Mozyr chegaram a Kobylnica
- Setembro de 1939 — evacuação da 13.ª Divisão de Infantaria e da Brigada de Cavalaria Wileńska do Exército da “Prússia” por uma ponte de madeira em Przewóz; em 9 de setembro, a ponte foi explodida; aqui o rio Vístula foi atravessado pela unidade de “Hubal”
- 1963 — inauguração da Escola dos Mil Anos
- 1988 — inauguração do Museu Tadeusz Kościuszko
- 1990 — aquisição da propriedade nacionalizada de Podzamcze pela Agência Agrícola do Tesouro Estatal e da Comuna
- 2024 — recuperação dos direitos municipais

Em 10 de outubro de 1794, ocorreu uma batalha perto da cidade entre o exército polonês comandado pelo general Tadeusz Kościuszko e o exército russo, mais tarde conhecida como a Batalha de Maciejowice.
Durante a ocupação alemã, a família Sadłów, que vivia na vila, prestou assistência a Meir, Lejb Leon Felhender e Moses, Józef e Rachela Honig. Em 1993, o Instituto Yad Vashem decidiu conceder a Piotr e Stefania Sadło o título de Justos entre as nações.

## Monumentos históricos
- Praça principal de paralelepípedos, com o prédio da prefeitura e os salões do mercado, abrigando um museu e um antigo hospital de 1796. Na fachada oeste da praça, a igreja paroquial da Assunção da Bem-Aventurada Virgem Maria, de 1772 a 1780, fundada por Ignacy Potocki, substituindo a igreja de madeira transferida de Kochów em 1681, reconstruída em 1880-1881 conforme o projeto de Leonardo Marconi
- Túmulo da família Zamoyski, de 1908, na parte de trás da igreja, projetado por Ksawery Makowski
- Monumento a Tadeusz Kościuszko na escola com dois canhões, inaugurado em 1984, projetado por Stanisław Strzyżewski
- Monumento a Tadeusz Kościuszko na praça principal, inaugurado em 1976, projetado por Mieczysław Welter
- Monumento com foices no início da estrada para Podzamcze, projetado por Maciej Krysiak
- Complexo do palácio em Podzamcze, no local de um castelo do século XVI, com estábulos interessantes no parque do palácio
- Cemitério judaico

## Galeria

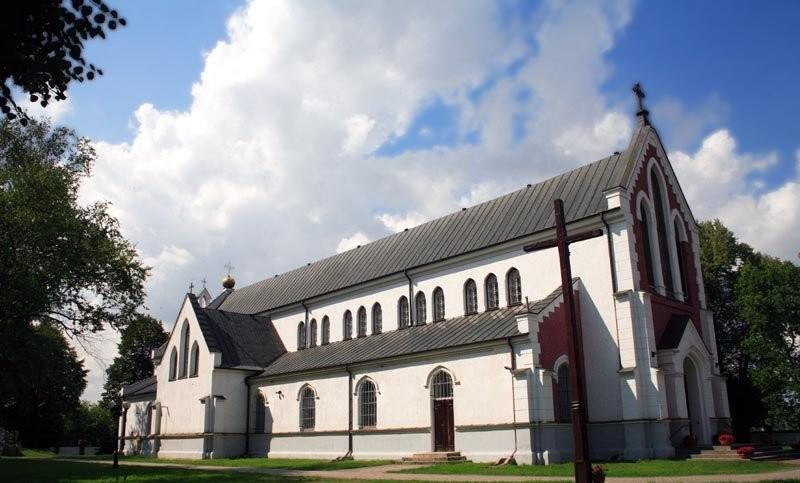
Igreja da Assunção da Bem-Aventurada Virgem Maria
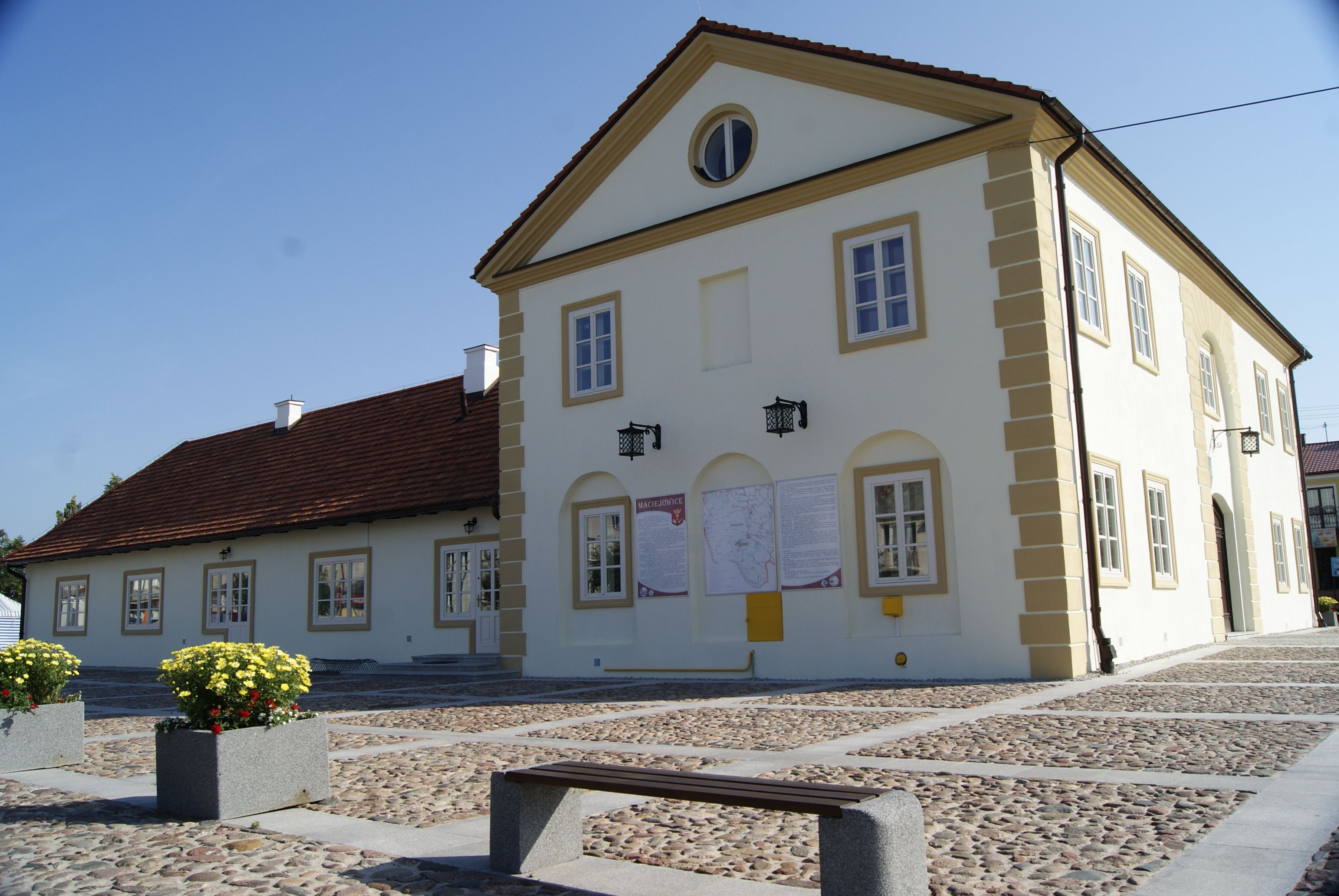
Praça principal e prefeitura após a revitalização
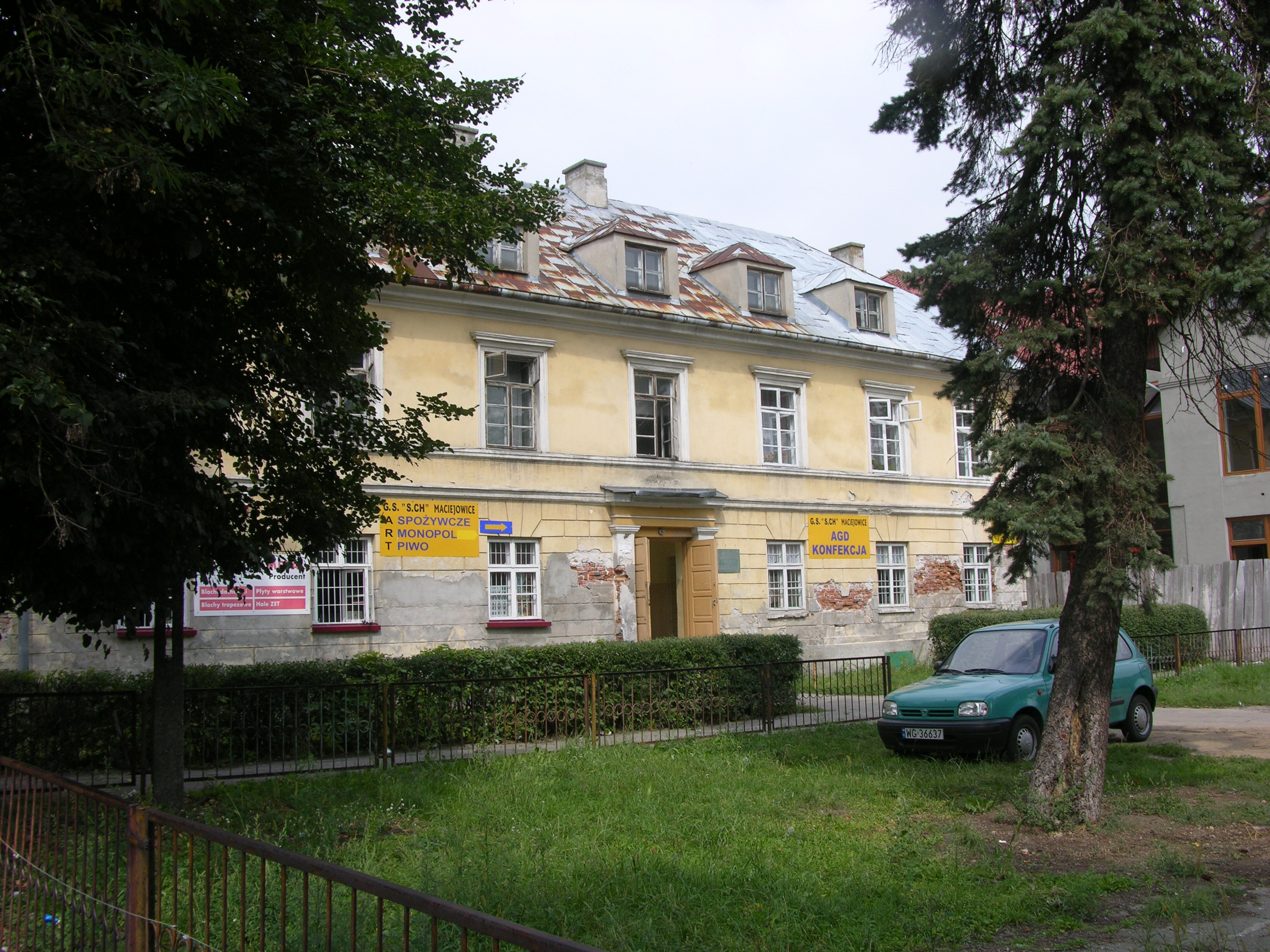
Antigo hospital
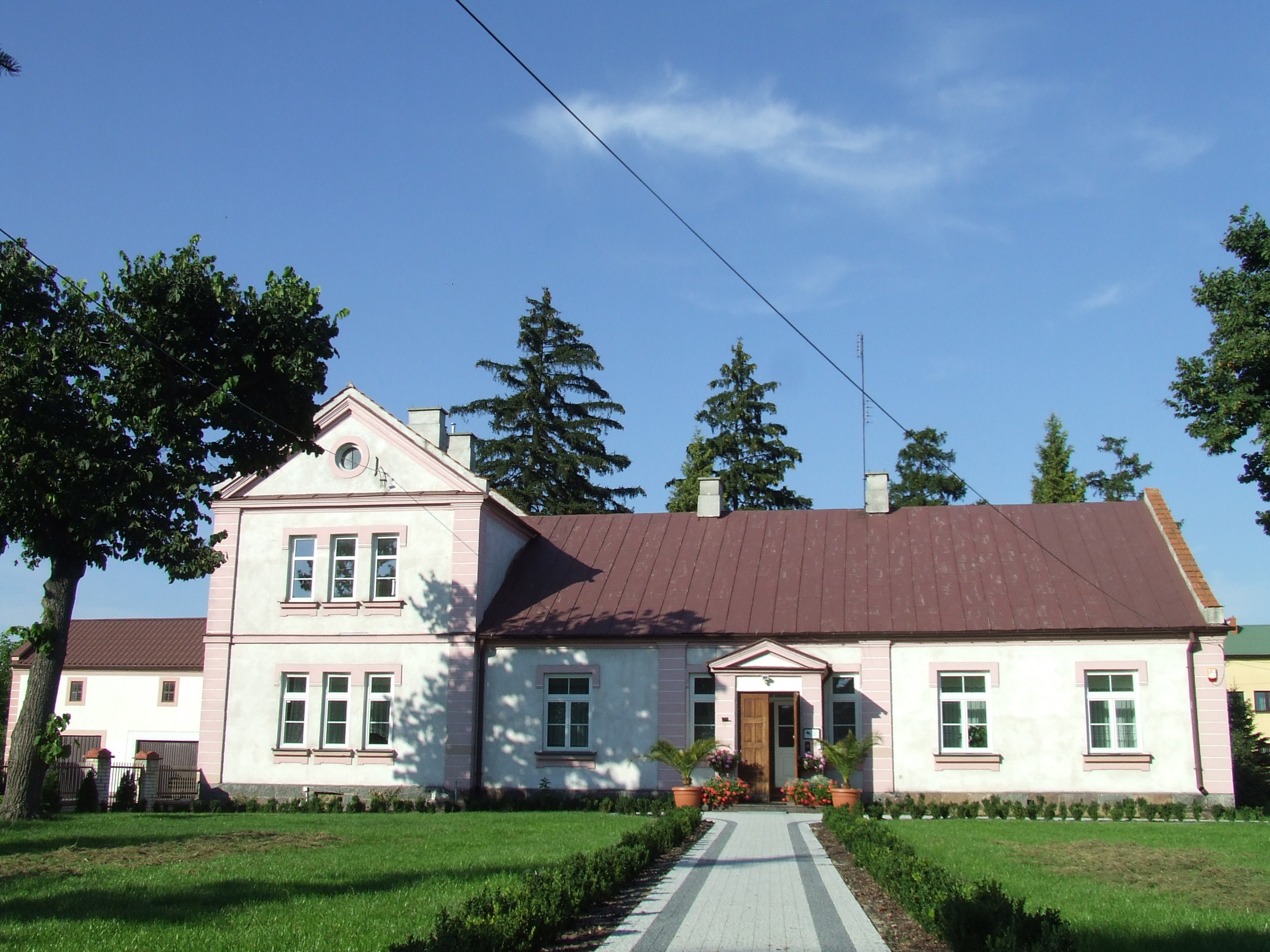
Casa paroquial